# Gura Putnei
Gura Putnei (deutsch Karlsberg) ist ein Dorf im rumänischen Kreis Suceava. Es liegt in der historischen Region Bukowina, nahe der Stadt Rădăuți. Bis Anfang der 1940er-Jahre bestand die Bevölkerung fast vollständig aus Bukowinadeutschen. Heute ist Gura Putnei fast ausschließlich von Rumänen bewohnt und gehört zur Gemeinde Putna. Der Ort liegt auf der Bahnstrecke Gura Putnei–Putna.

## Geschichte
Gura Putnei als „Karlsberg“ wurde durch bukowinadeutsche Kolonisten gegründet, die sich dort während der Zugehörigkeit zu Österreich-Ungarn niederließen. Es gehörte zum Bezirk Radautz und war dort eines von fünf rein deutschen Dörfern. 
Zwischen 1790 und 1795 wurden hauptsächlich deutschböhmische Bergleute und Facharbeiter zur Salzgewinnung angesiedelt. Bekannt wurden die Deutschböhmen jedoch später als Glasbläser. Um 1800 regten die k. k. Verwaltungsbehörden den Bau von drei Glashütten in Karlsberg (Gura Putnei), Althütte (Glăjăria Veche) und Neuhütte (Glăjăria Nouă) an. 1803 entstand im Gemeindebereich von Marginea die vierte und bedeutendste deutschböhmische Glasmachersiedlung: Fürstenthal (Voievodeasa).
1940 emigrierten die meisten Bukowinadeutschen unter der Devise „Heim ins Reich“ in das Dritte Reich. Die wenigen verbliebenen Deutschen wurden nach dem Zweiten Weltkrieg zum Teil vertrieben. Heute ist Gura Putnei ein rein rumänisches Dorf. An die deutsche Geschichte des Ortes erinnern heute noch einige erhaltene Baudenkmäler.